# Neurolakis modesta
 Neurolakis modesta  Mattf., 1924  è un genere di piante angiosperme dicotiledoni della famiglia delle Asteraceae. Neurolakis modesta è anche l'unica specie del genere Neurolakis  Mattf., 1924 .

## Etimologia
Il nome scientifico della specie è stato definito per la prima volta dal botanico Johannes Mattfeld (1895-1951) nella pubblicazione " Botanische Jahrbücher für Systematik, Pflanzengeschichte und Pflanzengeographie. Leipzig" ( Bot. Jahrb. Syst. 59(4, Beibl. 133): 12) del 1924. Il nome scientifico del genere è stato definito per la prima volta nella stessa pubblicazione.

## Descrizione
Le piante di questa voce hanno un habitus subscaposo: il fusto non è ramificato (sono presenti solamente alcune foglie). La superficie può essere ricoperta da peli semplici multisettati o a forma di "L".
Le foglie lungo il fusto sono disposte normalmente in modo alterno e sono da subsessili a brevemente picciolate. La lamina è intera e in genere ha la forma strettamente lanceolata con apici acuti e base attenuata. I margini sono più o meno continui. Le venature sono pennate.
Le infiorescenze sono formate da uno o pochi grandi capolini peduncolati terminali. La struttura dei capolini è quella tipica delle Asteraceae: un peduncolo sorregge un involucro composto da circa 60 brattee disposte su circa 4 serie embricate che fanno da protezione al ricettacolo sul quale s'inseriscono i fiori di tipo tubuloso. Le brattee dell'involucro sono persistenti e subuguali. Il ricettacolo può essere provvisto di pagliette oppure no (condizione usuale).
I fiori, circa 50 per capolino, sono tetra-ciclici (ossia sono presenti 4 verticilli: calice – corolla – androceo – gineceo) e pentameri (ogni verticillo ha in genere 5 elementi). I fiori sono inoltre ermafroditi e actinomorfi (raramente possono essere zigomorfi).
- Formula fiorale:

*/x K {\displaystyle \infty }, [C (5), A (5)], G 2 (infero), achenio
- Calice: i sepali del calice sono ridotti ad una coroncina di squame.
- Corolla: il colore delle corolle è bluastro; la superficie è pubescente o ghiandolosa; la forma in genere è tubulosa con 5 lobi finali; le corolle hanno un tubo filiforme che improvvisamente si apre a campana.
- Androceo: gli stami sono 5 con filamenti liberi e distinti, mentre le antere sono saldate in un manicotto (o tubo) circondante lo stilo.[11] Le antere, sagittate e sprovviste di ghiandole, hanno delle ampie code arrotondate; le appendici apicali sono simili alle code. Il polline è tricolporato (con tre aperture sia di tipo a fessura che tipo isodiametrica o poro), echinato (con punte); questo polline non è "lophato".[12]
- Gineceo: lo stilo è filiforme e privo di nodi (o eventualmente con un anello basale) con un nettario allungato e tubolare (inguainato). Gli stigmi dello stilo sono due divergenti con la superficie stigmatica posizionata internamente (vicino alla base). La pubescenza è del tipo a spazzola con peli appuntiti.[13] L'ovario è infero uniloculare formato da 2 carpelli.

I frutti sono degli acheni con pappo. Gli acheni, a forma più o meno cilindrica, hanno 10 coste con la superficie sericea con ghiandole. All'interno si può trovare del tessuto di tipo idioblasto e rafidi di tipo subquadrato da corti a moderatamente allungati; non è presente il tessuto tipo fitomelanina. Il pappo è formato da circa 5 corte setole piatte e caduche.

## Biologia
- Impollinazione: l'impollinazione avviene tramite insetti (impollinazione entomogama tramite farfalle diurne e notturne).
- Riproduzione: la fecondazione avviene fondamentalmente tramite l'impollinazione dei fiori (vedi sopra).
- Dispersione: i semi (gli acheni) cadendo a terra sono successivamente dispersi soprattutto da insetti tipo formiche (disseminazione mirmecoria). In questo tipo di piante avviene anche un altro tipo di dispersione: zoocoria. Infatti gli uncini delle brattee dell'involucro si agganciano ai peli degli animali di passaggio disperdendo così anche su lunghe distanze i semi della pianta.

## Distribuzione e habitat
La distribuzione delle piante di questa voce è relativa all'Africa cento-occidentale (Camerun e Ciad).

## Tassonomia
La famiglia di appartenenza di questa voce (Asteraceae o Compositae, nomen conservandum) probabilmente originaria del Sud America, è la più numerosa del mondo vegetale, comprende oltre 23.000 specie distribuite su 1.535 generi, oppure 22.750 specie e 1.530 generi secondo altre fonti (una delle checklist più aggiornata elenca fino a 1.679 generi). La famiglia attualmente (2021) è divisa in 16 sottofamiglie.

### Filogenesi
Le specie di questo gruppo appartengono alla sottotribù Linziinae descritta all'interno della tribù Vernonieae Cass. della sottofamiglia Vernonioideae Lindl.. Questa classificazione è stata ottenuta ultimamente con le analisi del DNA delle varie specie del gruppo. Da un punto di vista filogenetico in base alle ultime analisi sul DNA la tribù Vernonieae è risultata divisa in due grandi cladi: Muovo Mondo e Vecchio Mondo. I generi di Linziinae appartengono al subclade relativo all'Africa e Asia (con alcune eccezioni: Cuba e Australia).
La sottotribù, e quindi i suoi generi, si distingue per i seguenti caratteri:
- le brattee involucrali sono provviste di spicole ai margini;
- le setole del pappo sono appiattite;
- il polline è "lophato" e tricolporato e a volte non è echinato;
- nel polline i tipi "lophati" hanno una organizzazione radialmente simmetrica con disposizione regolare.

In precedenza la tribù Vernonieae, e quindi la sottotribù (Linziinae) di questo genere, era descritta all'interno della sottofamiglia Cichorioideae. La costituzione di questo gruppo è relativamente recente (2009); in precedenza tutti i generi della sottotribù erano descritti all'interno della sottotribù Centrapalinae. Nell'ambito della tribù Linziinae occupa, da un punto di vista filogenetico, una posizione abbastanza "basale" insieme alle sottotribù Erlangeinae e Gymnantheminae.
I caratteri distintivi per le specie di questo genere ( Neurolakis) sono:
- la corolla è priva di una lunga gola;
- il pappo è formato al massimo da circa 5 brevi setole;
- il polline non è "lophato".